# Trinity College of Music
Le Trinity College of Music est un conservatoire de musique fondé en 1872 à Londres et situé dans le quartier de Greenwich. Il fait partie du Trinity Laban et est historiquement lié aux mouvements francs-maçons.

## Historique

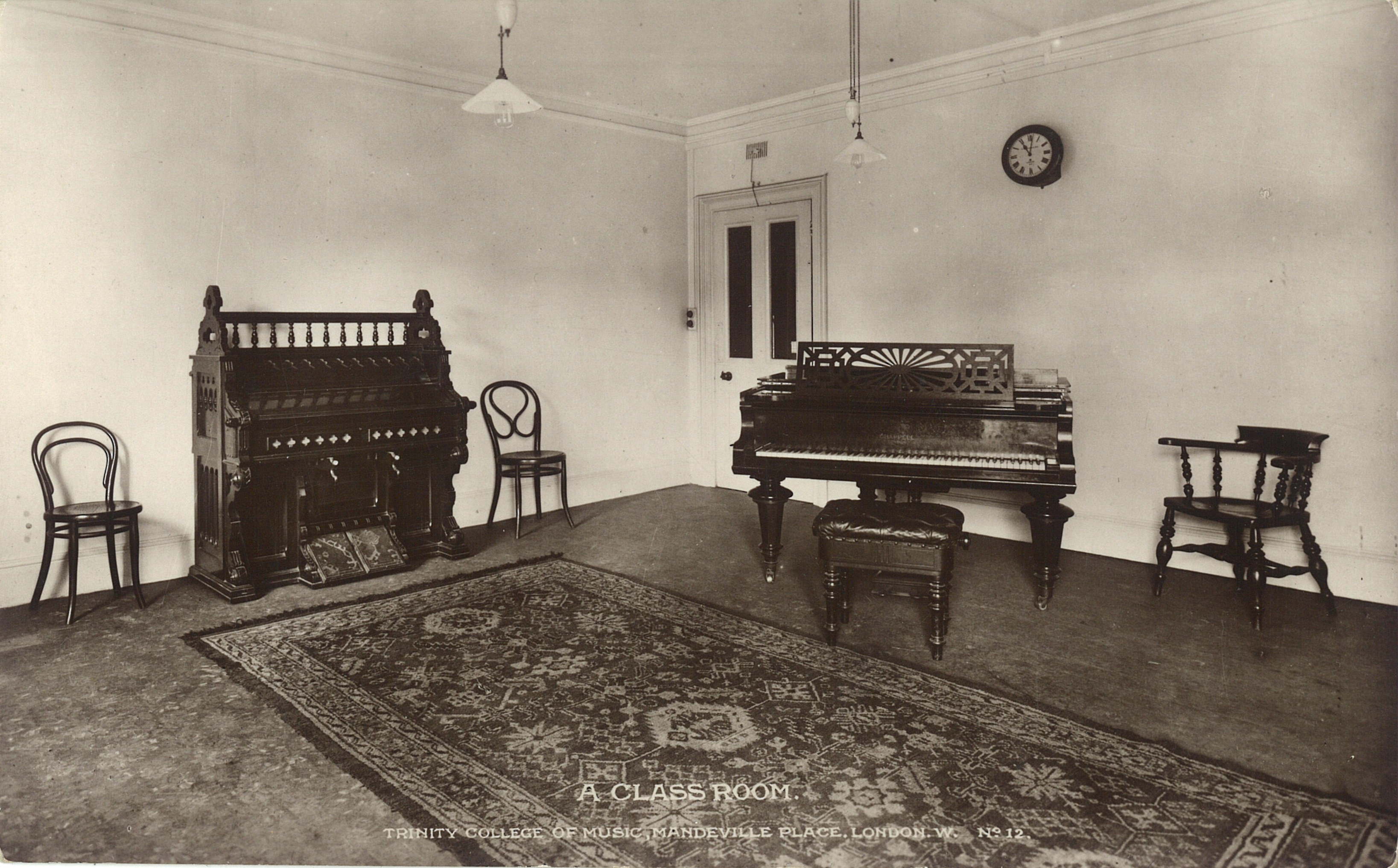
Salle de classe, Trinity College of Music, Mandeville Place, environ 1922.

## Étudiants connus
- Mulatu Astatke
- John Barbirolli
- Granville Bantock
- David Baron
- Patrick Wolf
- Ilayaraja
- Harris Jayaraj
- Debbie Wiseman
- Fela Kuti
- Sarah Brightman
- John Powell
- Allah Rakha Rahman